# Clockwork Angels
Clockwork Angels ist das 19. und finale Studioalbum der kanadischen Rockband Rush. Es erschien im Juni 2012 bei Roadrunner Records.

## Geschichte
Das Album wurde im April 2010 im Blackbird Studio in Nashville, Tennessee, sowie von Oktober bis Dezember 2011 bei Revolution Recording in Toronto, Ontario, Kanada aufgenommen. Koproduzent und Mischer war Nick Raskulinecz. Bereits im Februar 2009 hatte Alex Lifeson angedeutet, dass Raskulinecz, der bereits bei Snakes & Arrows für die Band tätig war, beim nächsten Album wieder als Koproduzent tätig sein würde. Allerdings bestritt er, dass ein Konzeptalbum geplant sei. 2010 wurde dann bereits Caravan/BU2B als Single veröffentlicht.
Im Februar 2012 kündigte der Autor Kevin J. Anderson, ein Freund von Neil Peart an, einen Roman zu dem Album zu schreiben. Außerdem enthüllte er inhaltliche Details zum Konzept des Albums: "In a young man’s quest to follow his dreams, he is caught between the grandiose forces of order and chaos. He travels across a lavish and colorful world of steampunk and alchemy, with lost cities, pirates, anarchists, exotic carnivals, and a rigid Watchmaker who imposes precision on every aspect of daily life." Der Roman erschien am 4. September 2012.
Das Album erreichte in Kanada Platz eins und in den USA Platz zwei der Charts.

## Kritik
Thom Jurek von Allmusic vergab 4 von 5 Sternen. Er schrieb, das Album zeige, warum die Fan-Basis der Band nach 36 Jahren weiter wachse: "Its musical athleticism and calisthenic discipline are equaled only by its relentless creative drive and its will to express it in a distinct musical language."

## Titelliste
1. Caravan – 5:40
2. BU2B – 5:10
3. Clockwork Angels – 7:31
4. The Anarchist – 6:52
5. Carnies – 4:52
6. Halo Effect – 3:14
7. Seven Cities of Gold – 6:32
8. The Wreckers – 5:01
9. Headlong Flight – 7:20
10. BU2B2 – 1:28
11. Wish Them Well – 5:25
12. The Garden – 6:59

Alle Lieder wurden von Alex Lifeson/Geddy Lee (Musik) und Neil Peart (Texte) geschrieben.